# Ománská arabština
Ománská arabština (také známá jako ománská hadarská arabština) je varianta arabštiny používaná v Ománu, konkrétně v oblasti hor Al Hadžar a v několika sousedních přímořských oblastech. Dříve jí hovořili kolonisté v Keni a Tanzanii, ale většina, ne-li všichni, se přesunuli k užívání svahilštiny.

## Příklady

### Číslovky
| Ománská arabština | Česky |
| wahid             | jeden |
| athenainah        | dva   |
| thalaathah        | tři   |
| arbaah            | čtyři |
| khamsah           | pět   |
| satah             | šest  |
| sabaah            | sedm  |
| thamaanyah        | osm   |
| tasah             | devět |
| asharah           | deset |

## Užitečné fráze
| Ománská arabština                    | Česky                    |
| Hala!                                | Ahoj!                    |
| Sabah al khayer!                     | Dobré ráno!              |
| Masa al khayer!                      | Dobrou noc!              |
| Khaif halak? / Washobak? / Ashhalak? | Jak se máš?              |
| Hainak min zaman mashfnak!           | Dlouho jsme se neviděli! |
| Min hain antah?                      | Odkud jsi?               |
| Andi                                 | Mám                      |
| Mashi andi                           | Nemám                    |
| Aan haish?                           | Proč?                    |